# Первісний страх (фільм)
«Первісний страх» (англ. Primal Fear) — американський фільм режисера Ґреґорі Гобліта за однойменною книгою Вільяма Діла. Фільм увійшов у десятку найкасовіших за першу половину кіносезону 1996 року.[джерело?] Дебют у кіно Едварда Нортона.

## Синопсис
Скоєний жахливий злочин — у церкві зарізаний архієпископ Рашмен. Неподалік від трупа знайшли наляканого юнака Аарона (Едвард Нортон), увесь одяг якого просочений кров'ю священника. Захищати його в суді зголошується відомий адвокат Мартін Вейл (Річард Гір), який впевнений, що врятує юнака від смертної кари й, вигравши цей скандальний процес, зміцнить свою репутацію блискучого адвоката. Його суперником у суді є Джанет Венейбл (Лора Лінні), його колишня коханка. Вона змушена виконувати наказ корумпованого генерального прокурора, замішаного разом з убитим єпископом у темні фінансові махінації з продажем церковних земель. До того ж під час розслідування справи виявляється, що Аарон має роздвоєння особистості. Тож чи винен нещасний сирота, юнак із затримкою розумового розвитку, невинний служка в церкві, який став об'єктом хтивих домагань поважаного в місті єпископа чи ні? Для Вейла це вже не має значення. Його мета — виграти справу за будь-яку ціну.

## У ролях
- Річард Гір — Мартін Вейл, адвокат
- Едвард Нортон — Аарон Стемплер, обвинувачуваний
- Лора Лінні — Джанет Венейбл, помічниця генерального прокурора
- Джон Магоні — Джон Шонессі, адвокат
- Елфрі Вудард — Міріам Шоат, суддя
- Френсіс Макдорманд — Моллі Еррінгтон, психолог
- Террі О'Квінн — Бад Янсі
- Андре Брауер — Томмі Гудмен
- Стівен Бауер — Джої Пінеро
- Стенлі Андерсон — архієпископ Рашмен
- Мойра Тірні — Наомі Шанс

## Нагороди та номінації

### Нагороди
- Премія «Золотий глобус» за найкращу чоловічу роль другого плану — Едвард Нортон

### Номінації
- Премія «Оскар» за найкращу чоловічу роль другого плану — Едвард Нортон
- Кінонагорода «MTV» «Найкращий лиходій» — Едвард Нортон
- Премія BAFTA за найкращу чоловічу роль другого плану — Едвард Нортон

## Цікаві факти
- Роль Аарона спочатку планували віддати Леонардо ДіКапріо.[джерело?]